# José Antonio Fortea
José Antonio Fortea Cucurull (nascido em Barbastro, Espanha, 11 de outubro de 1968), também conhecido como Padre Fortea é um escritor espanhol e sacerdote católico romano da diocese de Alcalá de Henares (Madri).

## Vida
Seu pai era um homem de negócios e não esperava que ele se tornasse padre, mas se encarregasse dos negócios da família, pois era seu único filho. O padre Fortea reconhece que até a adolescência, a religião carecia de importância para ele e que o conceito de pecado parecia um anacronismo. Ele valorizou a Igreja no mesmo nível da mitologia grega. Durante esse período, ele pretendia estudar na Faculdade de Direito. No entanto, quando ele completou 15 anos, sua perspectiva mudou radicalmente e, em suas próprias palavras, ele entendeu que "ele era um pecador e que a Igreja era a verdade". Ele atribuiu essa mudança a uma graça de Deus. No mesmo ano, ele se vê considerando a possibilidade de se tornar padre. Depois de procurar orientação para esse novo caminho, ele seguiu o conselho de um padre que lhe disse para ingressar no seminário, apenas para descartar qualquer dúvida. Ao entrar no seminário, ele entendeu claramente que o sacerdócio era seu chamado.
Ele então obteve um diploma de bacharel em Teologia na Universidade de Navarra e seu mestrado na Universidade de Comillas. Embora sua especialidade em Teologia fosse sobre História da Igreja, sua tese de licenciatura era sobre o tema do exorcismo, daí o título "Exorcismo na Era Atual". O resultado dessas investigações foi publicado sob o título "Daemoniacum". Essa publicação o tornou conhecido pela primeira vez na Espanha. Anos depois, e com um maior escopo de conhecimento sobre o tema, Summa Daemoniaca foi publicada. Este livro foi seguido por uma publicação complementar chamada Exorcística, que fornece novos recursos teóricos e casos práticos.
Em 2011, ele viajou para a Europa e América do Sul com o documentarista norueguês Fredrik Horn Akselsen para fazer Eksoristen i det 21. århundre (O Exorcista no Século XXI), um documentário que mostra Fortea lutando com exorcismos, exibido pela primeira vez na NRK TV em 2012.
Fortea também é doutor em Teologia pelo Pontifício Ateneu Regina Apostolorum de Roma.

## Publicações

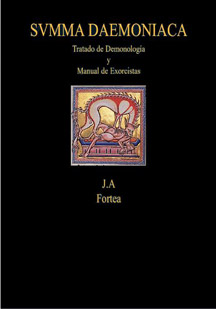

A publicação mais famosa do padre Fortea é Summa Daemoniaca. Esse livro é um tratado de demonologia e um manual de exorcista. O livro analisa o mundo dos demônios, o estado final de condenação da alma, a inter-relação dos anjos caídos entre si e com relação aos anjos, seres humanos e Deus. A segunda parte do livro trata dos diferentes fenômenos demoníacos relacionados: como discernir se alguém está possuído, como conduzir um exorcismo, o fenômeno poltergeist em casas mal-assombradas, bem como outros fenômenos estranhos e incomuns. Esse livro termina com uma análise sobre o próprio mal. As "reflexões" no final do livro constituem a parte mais filosófica do tratado.
O livro Exorcistica é uma publicação suplementar de Summa Daemoniaca. É tão extenso quanto o livro que complementa: este segundo tratado adota uma compreensão mais profunda dos tópicos discutidos no primeiro livro. O livro Anneliese Michelle, um Caso de Possessão, analisa o caso de uma garota alemã possuída que morreu em 1976. Em Um Deus Misterioso, a questão sobre dons carismáticos também é analisada.
Pe. Fortea tem sido prolífico em relação à exploração do campo da literatura. De fato, ele escreveu uma nova série sobre o livro do Apocalipse, chamada “Decalogia ou Saga do Apocalipse”, que é um ciclo de dez romances sobre o fim do mundo, explicado repetidas vezes a partir de uma série de perspectivas diferentes.

### Obras
- Decalogía o Saga del Apocalipsis:
  - Cyclus Apocalypticus (2005)
  - Historia de la segunda secesión de los Estados Unidos (2005)
  - La construcción del Jardín del Edén (2005)
  - Memorias del último gran maestre templario. Año del señor 2211 (2005)
  - El juicio (2005)
  - Necronerópolis (2005)
  - Línea trocaica (2005)
  - Goedia (2005)
  - Libro noveno. Fragmentos de la época del Apocalipsis (2005)
  - Libro décimo. Fragmentos de la época del Apocalipsis (2005)
- Edipo Vasco, Libros Libres, 2004. ISBN 84-96088-29-4ISBN 84-96088-29-4
- Obra Férrea Editorial Dos Latidos, Benasque 2004, ISBN 978-84-933788-1-3

### Teologia Dogmática
- Daemoniacum. Tratado de demonología. Belacqua, Barcelona 2002 ISBN 84-95894-09-2
- Summa Daemoniaca. Dos Latidos, S.L.U, 2004 ISBN 84-933788-2-8 ISBN 978-84-933788-2-0
- Exorcística. Cuestiones sobre el demonio, la posesión y el exorcismo, 2007.
- Anneliese Michelle, un caso de posesión, Editorial Polwen. Polonia, 2011.
- Un Dios Misterioso, Editorial Dos Latidos. Benasque 2010.

### Outros trabalhos
- Eimeric, Nicolau: Manual de Inquisidores La Esfera de los Libros S.L. Traducción y prólogo de J.A. Fortea.
- Memorias de un Exorcista, Editorial Martínez Roca. 2008. ISBN 978-84-270-3483-9ISBN 978-84-270-3483-9